# Тонкая голубая линия
«Тонкая голубая линия» (англ. The Thin Blue Line) — документальный фильм Эррола Морриса, повествующий о жизни Рэндолла Адамса, приговорённого к пожизненному заключению за убийство, которого он не совершал.

## Создание фильма
Первоначально режиссёр планировал создать фильм о докторе психиатрии Джеймсе Григсоне, прозванном «Доктор смерть», который выступал на многих судебных процессах по убийствам (в том числе и на показанном в фильме) как эксперт от обвинения и убеждал присяжных, что подсудимый будет убивать в дальнейшем. Только в этом случае, по законам Техаса, подсудимого можно было приговорить к смертной казни (простого установления вины было недостаточно).
Позже, узнав о случае с Рэндоллом Адамсом, Моррис отложил данную тему и взялся за проблему Адамса.
Режиссёр позиционирует картину как пример постмодернизма в кинематографе. Им затрагиваются проблемы случая в жизни человека и социума, взаимосвязь прошлого и будущего, а также важность принятия решений.

## Реакция
Премьера фильма состоялась 25 августа 1988 года. Он собрал в прокате 1 200 000 долларов и был тепло принят критиками. В 2002 году картина была внесена в Национальный реестр фильмов.
Через год после премьеры фильма Рэндолла Адамса выпустили из-под стражи.

## Награды и номинации
- 1988 — премия Национального совета кинокритиков США за лучший документальный фильм.
- 1988 — премия Нью-Йоркского общества кинокритиков за лучший документальный фильм.
- 1989 — премия Эдгара Аллана По за лучший фильм (Эррол Моррис).
- 1989 — две номинации на премию «Независимый дух»: лучший фильм (Марк Липсон), лучший режиссёр (Эррол Моррис).
- 1989 — премия «Золотая лошадь» за лучший иностранный фильм.
- 1989 — премия Национального общества кинокритиков США за лучший документальный фильм.